# Barbarzyńcy (antologia)
Barbarzyńcy (ang. Barbarians) – amerykańska antologia opowiadań heroic fantasy z 1985, w Polsce opublikowana w dwóch tomach przez Dom Wydawniczy Rebis w latach 1991–1992. Autorami wyboru byli: Robert Adams, Martin H. Greenberg i Charles G. Waugh.

## Tom 1 (1991)
- Robert Adams – Wstęp (tł. Ewa Wilczyńska)
- Larry Niven – Niedługo przed końcem (Not Long Before the End, tł. Zbigniew A. Królicki)
- Karl Edward Wagner – Ktoś inny (The Other One, tł. Zbigniew A. Królicki)
- Fritz Leiber – Córka Scylli (Scylla’s Daughter, tł. Ewa Wilczyńska)
- George Alec Effinger – Maureen Birnbaum, barbarzyńca z mieczem (Maureen Birnbaum, Barbarian Swordsperson, tł. Zbigniew A. Królicki)
- Ardath Mayhar(inne języki) – Thurigon Agonistes (Thurigon Agonistes, tł. Piotr Kowalski)
- Katherine Kurtz(inne języki) – Marluk (Swords Against the Marluk, tł. Ewa Tokarska)
- Hank Reinhardt(inne języki) – Wiek wojownika (The Age of the Warrior, tł. Zbigniew A. Królicki)
- Robert E. Howard – Conan za Czarną Rzeką (Beyond the Black River, tł. Zbigniew A. Królicki)

## Tom 2 (1992)
- Lin Carter – Grobowiec ciszy (Vault of Silence, tł. Ewa Tokarska)
- Andre Norton – Czarodziej jednego czaru (One Spell Wizard, tł. Danuta Korziuk)
- Fred Saberhagen – Kamienny człowiek (Stone Man, tł. Ewa Tokarska)
- Poul Anderson – Wojownik z Ziemi Utraconej (Swordsman of the Lost Terra, tł. Piotr Kowalski)
- Clemence Housman(inne języki) – Wilczyca (The Were-Wolf, tł. Beata Moderska)

## Odbiór
W 1986 antologię zrecenzował Don D’Ammassa dla Science Fiction Chronicle.